# Jean Kambayi Bwatshia
Pour les articles homonymes, voir Bwatshia.
Jean-Richard Kambayi Bwatshia, né le 1er juin 1942 en république démocratique du Congo, est un professeur d'université, historien et ministre honoraire de l'Enseignement supérieur, universitaire et de la Recherche scientifique sous Mobutu,.

## Biographie

### Enfance
Kambayi Bwatshia, originaire de la province du Kasaï-Oriental (divisée en trois dont : Kasaï-Oriental, Lomami et Sankuru en 2015 par l’éclatement des provinces avec la décentralisation), est né dans l'ancienne province du Kasaï-Occidental (divisée quant à elle en deux : Kasaï et kasaï central), son père était moniteur et pasteur protestant dans une mission protestante nommée à l’époque : Charleville, située en pleine population Bakuba et Bashilele dans la province du Kasaï-Occidental. D’une étymologie Luba, Kambayi Bwatshia signifie en français : « Vas leur dire que le matin commence... », selon lui, c’est ce qui fait de lui naturellement un messager, donc un enseignant,.

#### Arrivée à Kinshasa et intégration catholique
En pleine période coloniale, à l’âge de 10 ans, il arrive avec son oncle à Kinshasa où il grandit et passe toute sa jeunesse. Vu l'existence d'un très petit nombre d’écoles dans la communauté protestante et le monopole de la communauté catholique dans le secteur éducatif à cette époque, il est cependant obligé de se faire inscrire dans une école catholique. Il prend l’inscription dans une école nommée Saint-Georges mais dans l’obligation d’être inscrit dans les classes des non-baptisés (non-catholiques), donc des païens d’après ce que préconise le système colonial.
Quelque temps après Il se fait baptiser par les catholiques afin de changer de classe, et reçoit le prénom de Jean-Richard (un prénom qu'il utilise rarement à ce jour à la suite des souvenirs du dictat du système colonial qu'il lui rappelle). Il passe tout son cursus primaire et secondaire dans cette école selon le programme de l’époque. Après avoir fini avec Saint-Georges, il prend l’inscription par la décision de son oncle, son tuteur, à l’institut supérieur d’éducation physique pour finir gymnaste.

#### Le goût inconscient de l’enseignement
Déjà tout petit, un sentiment pour l’enseignement lui monte à l'esprit sans même s’en rendre véritablement compte. Il essaie de dispenser à ses amis des cours qu’il fabrique à la maison et leur octroie à la fin des diplômes qu’il confectionne lui-même, etc.

### Parcours Académique
Kambayi bwatshia est gradué en Histoire, après sa spécialisation en Histoire contemporaine, il devient diplômé de l'Université Pédagogique Nationale (UPN) anciennement Institut Supérieur Pédagogique (IPN). Il conclut son cursus avec une grande distinction et devient assistant. Après ses assistanats, il passe chef de travaux jusqu'à devenir professeur ordinaire, un long parcours toujours à l'Université Pédagogique Nationale . 
Il obtient peu après une bourse d’études, ce qui l'amène vers le Canada à l’Université de Montréal, où il fait sa maîtrise en Histoire contemporaine mais sur son aspect des mentalités. Cependant, il donne cours d'introduction sur l'Histoire d’Afrique contemporaine à l'Université Laval au Québec, puis à l'Université de Montréal. Ensuite, il se rend à Harvard quelque temps après pour suivre les cours sur l'Histoire des mentalités.

## Carrière Professionnelle

### Enseignement
Il enseigne au collège Saint-pierre et à l'institut Marie Goretti à Mbuji-Mayi entre 1966 et 1968, puis au titre d'assistant et Chef de Travaux entre durant quatre années dans le Département d'Histoire à l'actuelle Université pédagogique nationale. Il devient Professeur d'Histoire d'Afrique Noire Contemporaine pour deux ans jusqu'en 1980 aux Universités Laval et de Montréal/Canada. Pendant cette même période, il est également formateur des Coopérants Canadiens pour l'Afrique au CECI. Quinze ans après jusqu'en 1996, il est maître de conférences à la Faculté de Droit à l'Université de Kinshasa, et demeure jusqu’à ce jour spécialiste d'Histoire des Mentalités.

### Fonctions officielles occupées
En 1982, Kambayi bwatshia est Chef du département d'Histoire à l'ancien Institut de pédagogie nationale, il occupe le poste de Directeur du Centre de Recherches et de Pédagogie Appliquée un an plus tard, toujours dans la même institution,. En 1987, il est Secrétaire Général Académique à l'Institut Supérieur de Pédagogie de Gombe (ISP/Gombe), et en 1988 il assume l’intérim à la tête du comité de gestion de l'Institut National des Bâtiments et Travaux Publics (INBTP) à Kinshasa. L’année suivante, il devient Secrétaire Général Académique à l'Institut Supérieur de Commerce de Kinshasa (ISC/Kin) et occupe le poste de directeur général intérimaire après la mort du Directeur Général de cette institution en 1989. En 2005, il est Secrétaire Général Académique à l'Université Pédagogique Nationale.

#### De Directeur Général Intérimaire au poste de Ministre
Pendant qu'il assume la fonction intérimaire à la direction générale de l'ISC/Kin, lors d'une rencontre avec le président Mobutu en 1990, il sollicite la confirmation de son poste en qualité de Directeur Général mais le président Mobutu se décide autrement, et le place à la tête du Ministère de l'enseignement Supérieur, Universitaire et de la Recherche Scientifique,. 

## Ouvrages
- Kambayi Bwatshia, L'illusion tragique du pouvoir au Congo-Zaïre : Points de vue, France, L'Harmattan, 2007, 256 p. (ISBN 978-2-296-02901-9).
- Kambayi Bwatshia, Essai sur l'histoire et la conscience de l'historien : une adresse aux historiens congolais, Kinshasa, Médiaspaul, 2008, 156 p. (ISBN 9782741402466)[6].
- Kambayi Bwatshia, République démocratique du congo : De la conférence de Berlin de 1885 à nos jours, RDC, L'Harmattan, 2017, 268 p. (ISBN 978-2-343-11875-8).
- Kambayi Bwatshia, Conscience-historique-et-liberte-des-peuples, RDC, Saarbrücken Éditions universitaires européennes, 2019 (ISBN 9786139520596 et 9786139530960).

## Vie privée
Le prof Kambayi Bwatshia est le père de Nicole Bwatshia, professeure également et directrice adjointe du cabinet de Félix Tshisekedi.